# Raoul Herget
Raoul Herget (* 11. November 1957 in Wiener Neustadt) ist ein österreichischer Tubist (auch Sousaphon und Cimbasso) und Musikpädagoge.

## Leben und Wirken
Herget studierte an der Wiener Musikhochschule und an der Jazz-Abteilung des Wiener Konservatoriums sowie Wissenschaftstheorie an der Universität Wien. Er arbeitete mit den Wiener Symphonikern. Er trat u. a. mit Friedrich Gulda, Gil Evans, Michael Mantler, Lee Konitz und Paul Bley auf. Außerdem ist er langjähriges Mitglied in den verschiedenen Bandprojekten Franz Koglmanns, wie in dessen Pipetet oder Pipe Trio. Auch gehörte er zu den Mammuthorns, für die er auch arrangierte, und Heinz Czadeks Projekt Two. Er gründete die 11Concert Band, zu der Musiker wie Klaus Dickbauer, Peter Herbert und Sigi Finkel gehören, und nahm mit Steve Lacy, aber auch als Dirigent mit Falco (Symphonic) auf. Seit 1992 ist er Leiter der Josef-Matthias-Hauer-Musikschule in Wiener Neustadt; 2009 wurde ihm der Berufstitel Professor vom Bundesministerium für Unterricht, Kunst und Kultur verliehen. „In seinen Direktionsjahren wurde das Konzertfachstudium ausgebaut, die Jazzabteilung erweitert sowie ein Lehrgang für Komposition und Zwölftonspiel eingerichtet. Herget hat sich auch besondere Verdienste um die musikalische Früherziehung erworben und konnte große Erfolge bei Wettbewerben, wie Prima la Musica mit seinen Schülerinnen und Schülern erzielen.“ Auch ist er der musikalische Leiter der Jazztage Wiener Neustadt. 2017 initiierte er die Wiener Neustädter Stadtkapelle, die er auch leitet.

## Diskographische Hinweise
- Franz Koglmann – Schlaf Schlemmer, Schlaf Magritte (Pipe, 1985)
- Franz Koglmann & Lee Konitz  – We Thought About Duke (HatArt, 1995)
- Franz Koglmann – O Moon My Pin-Up (hatOLOGY, 1998)
- Arabian Waltz - white caravan (Homebase Records, 2004)
- Franz Koglmann  – Let's Make Love (Between the Lines, 2005)
- 11concertBand Mingus Music (M. Krausz Records, 2006)
- Franz Koglmann  – Near Blue: A Taste of Melancholy (ezz-thetics, 2024)